# Ágata de Lorena
Ágata de Lorena (m. 1147) fue la esposa de Reginaldo III, conde de Borgoña y por ello condesa consorte. Era hija de Simón I, duque de Lorena y de su esposa Adelaida de Lovaina.
Tuvo como hija a Beatriz de Borgoña (1145–1184), condesa de Borgoña por derecho propio y segunda esposa del emperador Federico I Barbarroja.